# Katerina Juščenko (računalnikarka)
Katerina Logvinivna Juščenko (ukrajinsko Катерина Логвинівна Ющенко, rusko Екатерина Логвиновна Ющенко), ukrajinska računalnikarka, * 8. december 1919, Čigirin, † 15. avgust 2001, Kijev.
Katerina Juščenko je bila ukrajinska znanstvenica s področja računalništva in informatike, dopisna članica Akademije znanosti ZSSR (1976) in članica Mednarodne akademije računalniških znanosti. Razvila je enega prvih svetovnih visokonivojskih programskih jezikov s posrednim naslavljanjem v programiranju (kazalci so analogni temu naslavljanju), imenovan programski jezik Address. Juščenkova je v času svoje akademske kariere mentorirala 45 doktorskih študentov. Prejela je dve državni nagradi ZSSR, nagrado Sveta ministrov ZSSR, Nagrado akademika Gluškova in Red princese Olge. Juščenkova je bila tudi prva ženska v ZSSR, ki je postala doktorica fizikalnih in matematičnih znanosti na področju programiranja.

## Biografija
Katerina Logvinivna Juščenko (rojena Rvačeva) se je rodila leta 1919 v Čigrinu v osrednji Ukrajini. Dodiplomski študij je začela na Kijevski univerzi leta 1937, med drugo svetovno vojno pa je obiskovala Srednjeazijsko državno univerzo v Taškentu, kjer je diplomirala leta 1942. Po vojni se je vrnila v Ukrajino in leta 1950 pod vodstvom Borisa Gnedenka doktorirala na Inštitutu za matematiko Ukrajinske akademije znanosti. Juščenkova je bila sedem let višja raziskovalka Kijevskega inštituta za matematiko Akademije znanosti Ukrajine SSR (1950–57). Leta 1954 so Laboratorij Levedev (kjer je bil ustvarjen prvi računalnik v kontinentalni Evropi MESM) preselili na Inštitut za matematiko. Juščenkova je bila članica skupine znanstvenikov, ki so delali na MESM. Leta 1957 je postala direktorica Inštituta za računalništvo Akademije znanosti Ukrajinske SSR. Juščenkova je med štiridesetletno službo na Inštitutu ustvarila mednarodno priznano znanstveno šolo teoretičnega programiranja.

### Znanstveni prispevki
Juščenkova je najbolj znana po ustvaritvi programskega jezika Address, prvega temeljnega napredka v znanstveni šoli teoretičnega programiranja. Ta jezik je zagotovil prosto lokacijo programa v pomnilniku računalnika.
V procesu dela z MESM je postalo jasno, da je zahtevnejše naloge težko rešiti s pisanjem preprostih strojnih programov. Nastala je potreba po razvoju visokonivojskega programskega jezika, vendar se je pojavila težava: odsotnost ustreznega prevajalnika za boljšo komunikacijo med človekom in računalnikom. L.I. Kaluzhnin, profesor na Kijevski univerzi, ki je predaval tečaj matematične logike v 1950–1970-ih letih, je je dosegel večji napredek pri razumevanju tega problema in formaliziral shemo povezovanja s programom. Po tem napredku je Juščenkova leta 1955 razvila programski jezik, ki je temeljil na dveh splošnih načelih za delo z računalnikom: naslavljanju in upravljanju programske opreme. Z ustvarjanjem priročnega sistema konceptov za opis računalniške arhitekture in njenih sistemskih navodil je jezik tako postal sredstvo za upravljanje naslovov drugega ranga (kazalci) in višjih rangov. Programski jezik Address je postal prvi temeljen dosežek Sovjetske šole teoretičnega programiranja.
Juščenkova je bila ustanoviteljica prve Sovjetske šole teoretičnega programiranja. V sedemdesetih in osemdesetih letih dvajsetega stoletja je teoretično programiranje postalo predmet samostojnega raziskovanja. Eden večjih dosežkov šole v tistem času je bila izdelava algebraičnih slovničnih metod za sintezo programske opreme.
V devetdesetih letih dvajsetega stoletja so bila prizadevanja Šole za teoretično programiranje osredotočena na študij algebraičnih slovničnih metod modela predstavljanja znanja računalništva in prijaznega uporabniškega vmesnika za načrtovanje in razvoj baz in baz znanja za podporo sistemom odločanja, ekspertne sisteme.
Po štiridesetih letih raziskovanja se je teoretično programiranje, obogateno z lastnim formalno-algoritemskim aparatom in predmetom raziskovanja, bistveno razširilo iz proceduralnih jezikov na metode predstavljanja znanja, ki tvorijo orodja umetne inteligence razvijalcev aplikativnih sistemov.

## Delo
Juščenkova je delala na teoriji verjetnosti, algoritemskih jezikih in programskih jezikih ter razvijala metode avtomatiziranih sistemov za obdelavo podatkov.
Za poučevanje programerjev je Juščenkova v sedemdesetih letih dvajsetega stoletja napisala serijo izobraževalnih učbenikov. Je avtorica več kot 200 rokopisov, od tega 23 monografij in pripomočkov za usposabljanja. Nekaj teh del ima dve do tri izdaje, prevajali so jo v več kot 5 jezikov po svetu, vključno z nemščino, češčino, madžarščino, francoščino, danščino in tako naprej.

### Knjige
- Вычислительная машина «Киев»: математическое описание / В. М. Глушков, Е. Л. Ющенко. — К. : Техн. лит., 1962. — 183 с.
- Ющенко Е. Л. Адресное программирование / Е. Л. Ющенко. — К. : Техн. лит., 1963. — 286 с.
- Ющенко Е. Л. Программирующая программа с входным адресным языком для машины Урал −1 / Е. Л. Ющенко, Т. А. Гринченко. — К. : Наук. думка, 1964. — 107 с.
- Управляющая машина широкого назначения «Дніпро» и программирующая программа в ней / Е. Л. Ющенко, Б. Н. Малиновский, Г. А. Полищук, Э. К. Ядренко, А. И. Никитин. — К. : Наук. думка, 1964. — 280 с.